# ズルフィカール・ハーン
ズルフィカール・ハーン（ウルドゥー語：ذو الفقار خان نصرت جنگ, Zulfiqar Khan, 1657年 - 1713年2月11日）は、北インド、ムガル帝国の政治家・武将。カルナータカ太守、デカン総督、財務大臣、宰相でもある。ヌスラト・ジャング（Nusrat Jung）の名でも知られる。

## 生涯

### 前半生
1657年、ムガル帝国の宰相アサド・ハーンとアーサフ・ハーンの娘との間に生まれた。
時期は不明だが、アーサフ・ハーンの息子シャーイスタ・ハーンの娘と結婚した。

### カルナータカ太守及びデカン総督への任命

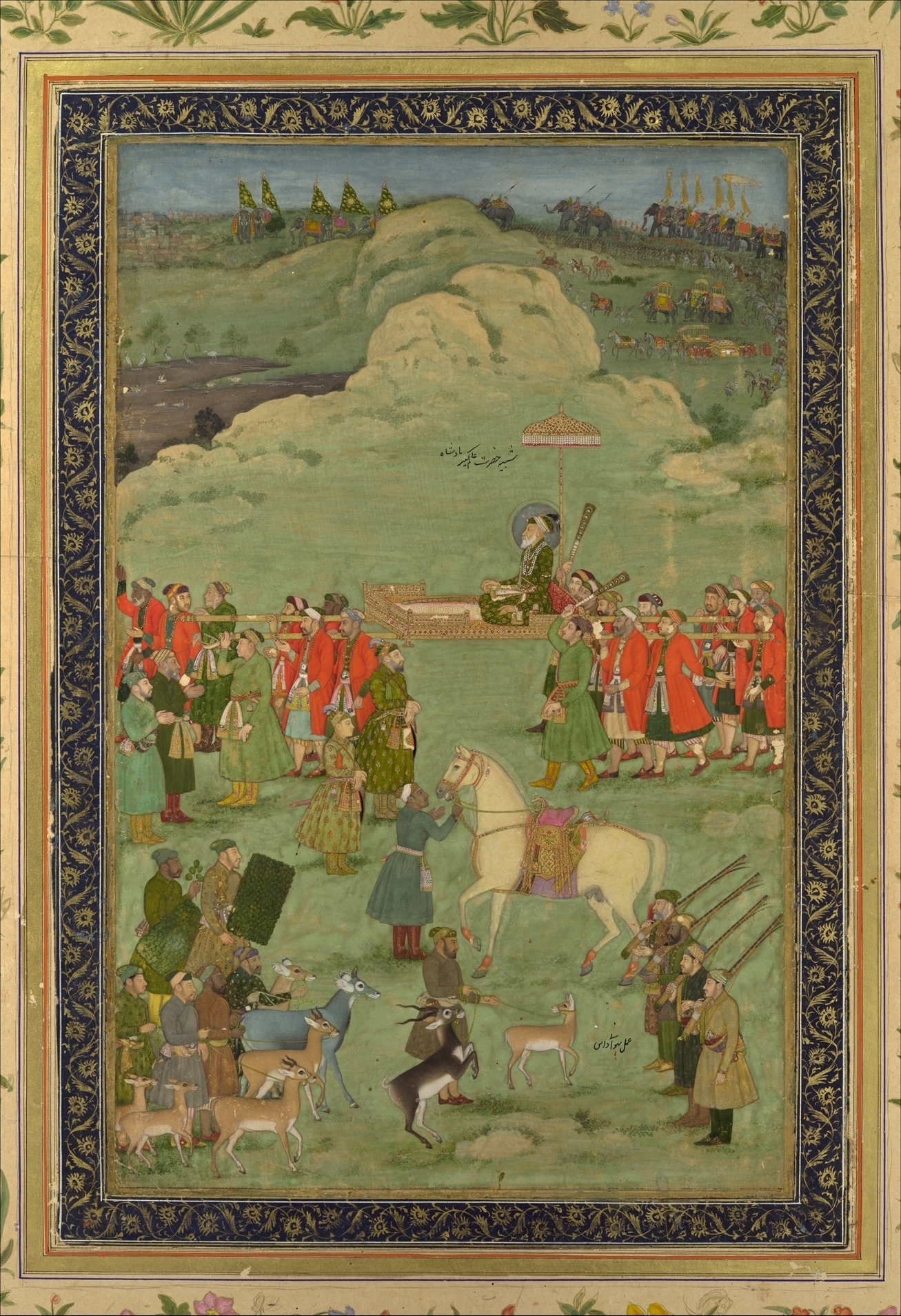
アウラングゼーブ

1681年以降、皇帝アウラングゼーブがデカン地方へ長期遠征を行うと（デカン戦争）、ズルフィカール・ハーンもこれに参加し、ビジャープル包囲戦やゴールコンダ包囲戦に参加した。
また1689年3月、マラーター王サンバージーの処刑後、ズルフィカール・ハーンはヤークト・ハーンとともにマラーター王国の首都ラーイガドを包囲し、同年10月19日までにこの地を占拠した。このとき、サンバージーの息子シャーフーを捕えることに成功した。
だが、サンバージーの弟でマラーター王のラージャーラームがラーイガドを脱出し、同年11月に南インドのシェンジに逃れた。ズルフィカール・ハーンはこれを追い、翌1690年4月にパンハーラーを落としたのち、このシェンジを包囲し、籠城するマラーター軍と戦った（シェンジ包囲戦）。
1692年4月、ズルフィカール・ハーンはアウラングゼーブの命により、南インドを統治するために新設されたカルナータカ太守に任命された。その首府はシェンジからさほど遠くないアルコット（アールッカードゥ）におかれたが、ズルフィカール・ハーンはシェンジで包囲の指揮をとった。
その後、マドゥライ・ナーヤカ朝やタンジャーヴール・マラーター王国などの妨害を受けながらも、1698年1月にようやくシェンジを陥落させた。シェンジの支配はラージプートのスワループ・シングに任せられた。だが、ラージャーラームは逃げ、デカン地方のサーターラーへと行き、そこを王都とした。
ズルフィカール・ハーンは引き続き太守の地位にあったが、1703年にダーウード・ハーン・パンニーと交代させられ、デカン総督となった。ズルフィカール・ハーンはダナージー・ジャーダヴといったマラーター側の将軍と戦い、1704年にはワーギーンゲーラー包囲戦に参加した。
1707年3月、アウラングゼーブが死亡して帝国軍が引き返したのちも、ズルフィカール・ハーンはデカン総督の地位にあったが、1710年にダーウード・ハーン・パンニーと交代させられ、デリーへと戻った。だが、ダーウード・ハーンは彼の代理人のような役割を果たした。

### 宰相任命・帝国の改革

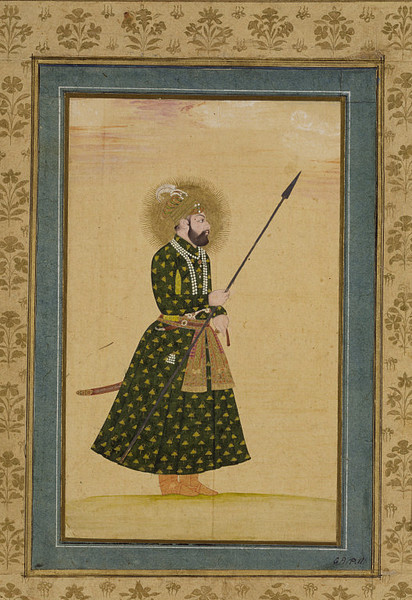
ジャハーンダール・シャー

1712年2月、帝国の皇帝バハードゥル・シャー1世が死亡したのち、4人の息子らの間で帝位をめぐって争いが起きたが、ズルフィカール・ハーンは長子ジャハーンダール・シャーを支援した。ベンガル太守のアズィーム・ウッシャーンが最有力候補であったにもかかわらず、兄弟の中で一番出来の悪かったジャハーンダール・シャーが皇帝になれたのは、当時最も有力であった貴族の彼が支援したからである。
ズルフィカール・ハーンはこの功績により、帝国の宰相と財務大臣に任命された。
また、彼は敗者の側についた多数の貴族を財産没収にするかあるいは処刑し、宮廷での自身の立場を確保したのち、帝国のために奔走した。
全権を握ったズルフィカール・ハーンはバハードゥル・シャー1世の治世から悪化の一途をたどっていた財政の改善など、内政面・外政面における帝国の改革に着手した。彼はラージプートやマラーターなどヒンドゥーと友好的な関係を築き、ヒンドゥーを懐柔することが自身の立場を安定させ、ひいては帝国を救済すると信じた。1681年にアウラングゼーブが復活したジズヤは、この年になってようやく廃止された。
ラージプートの間では、マールワール王アジート・シングをグジャラート太守に、アンベール王ジャイ・シング2世はマールワー太守に任命した。これにより、グジャラートとマールワーがラージプートの支配下に置かれることとなった。
マラーターとの間では、1711年にズルフィカール・ハーンが結んだ私的な取り決めを、代理人ダーウード・ハーン・パンニーに再確認させた。その取り決めでは、マラーター王国にチャウタ（諸税の4分の1を徴収する権利）とサルデーシュムキー（諸税の10分の1とは別に徴収する権利）を認めていたが、それは帝国の官吏が徴収し、マラーター側に渡すというものであった。
また、アーグラ付近のバラトプルに依ったジャートのチューラーマン、ブンデールカンドの領主チャトラサールも懐柔した。しかし、1708年以降から対立していたパンジャーブのシク教徒とは講和せず、引き続き反乱を鎮圧しようとした。
また、ズルフィカール・ハーンは、先代バハードゥル・シャー1世によってジャーギールが膨張していたことをみて、それを抑えることで財政改革を図った。軍政面では、貴族や軍人に与えたマンサブ通りに兵員を維持させ、軍隊を維持しようとした。
ただ、ズルフィカール・ハーンが税収の確保のために、イジャーラーと呼ばれる徴税請負制度を設けたことは一つの過ちだった。この制度はアクバル時代の財務大臣トーダル・マルがかつて行ったように、一定の地租を徴収する代わりにその一定額を納める契約をザミーンダールらと結ぶものであった。ズルフィカール・ハーンはこの制度でザミーンダールらに絞れるだけ絞ることを許したため、農民たちはさらに搾取され、より一層の苦しみを与えることとなった。

### 改革の妨害・処刑

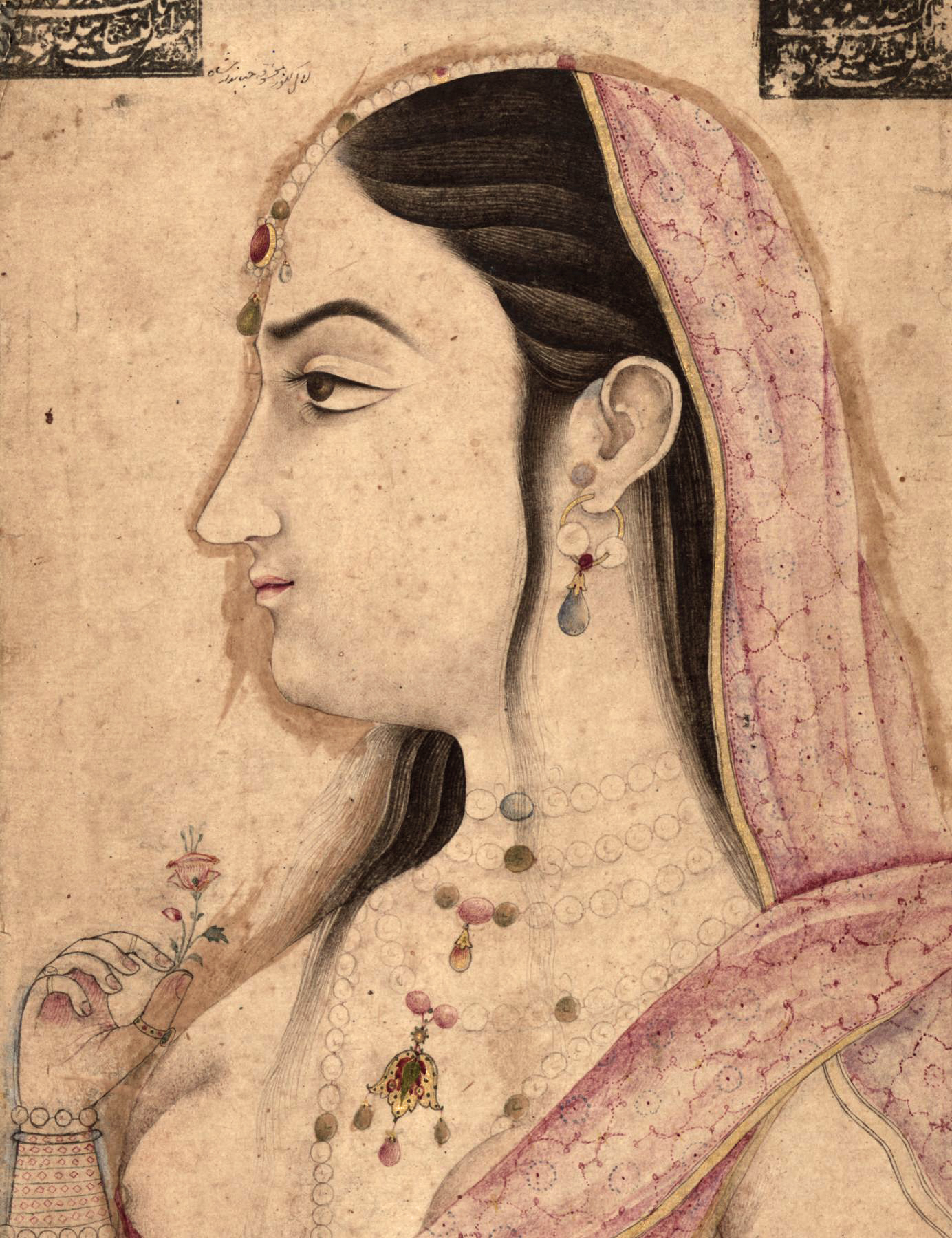
ラール・クンワール

ズルフィカール・ハーンが精力的に活動する反面、馬鹿で無能な皇帝ジャハーンダール・シャーは怠惰な生活を送っていた。彼はズルフィカール・ハーンに全幅の信頼などもたず、嫉妬深い貴族たちもまた、陰で同様に反抗していた。
そういった貴族らはズルフィカール・ハーンが野心を抱いており、彼が帝権を脅かすなどと讒言を言い、ジャハーンダール・シャーはそれらに恐怖するありさまだった。臆病なジャハーンダール・シャーは強大な宰相ズルフィカール・ハーンを解任することはしなかったが、ついにはその追い落としを考え、ひそかに陰謀をめぐらすほどだった。ビパン・チャンドラは、「健全な統治にとってこれほど有害なことはなかっただろう」と評している。
また、ジャハーンダール・シャーは長年連れ添ってきた吟遊楽士の娘ラール・クンワールという女を正妃とし、その一族を重用した。正妃の座に平民身分の女をつけたことで、ジャハーンダール・シャーは味方の貴族たちも憤慨させ、彼から多くの貴族を離反させた。
こうした状況を、ベンガルに残された亡きアズィーム・ウッシャーンの遺児ファッルフシヤルは見逃さず、彼はベンガルのパトナで帝位を宣言した。ファッルフシヤルはジャハーンダール・シャーの軍と戦うため、ベンガルにおいて軍を召集し始めたが、彼はサイイド兄弟と呼ばれる二人と手を結ぶことにし、三者同盟軍はデリーへ進撃した。
ジャハーンダール・シャーはズルフィカール・ハーンとともに軍を集め、翌年1月10日に三者連合軍とアーグラ付近で対峙した（第二次サムーガルの戦い）。この対峙について、ハーフィー・ハーンはその状況を自身の伝記で、「人々はファッルフシヤルとジャハーンダール・シャーそれぞれの軍勢を見比べて、後者の勝利を予想した。だが、皇帝が育ちの悪い女（ラール・クンワール）をえこひいきして、粗野な連中とつるむのを好み、生まれの賤しい名もない者たちを重用したことに（略）貴族は愛想を尽かしていた。階級の高低を問わず、あらゆる軍人はファッルフシヤルの勝利に希望を見出した」述べている。
事実、皇帝軍は士気が衰えており分裂状態であり、一日で三者連合軍に簡単に打ち破られ、翌1月11日にファッルフシヤルが皇帝に即位することとなった。戦闘後、ズルフィカール・ハーンはファッルフシヤルへの臣従を請うたが、彼の支援したジャハーンダール・シャーがその父アズィーム・ウッシャーンを殺していたため許されなかった。
1713年2月11日、ズルフィカール・ハーンがジャハーンダール・シャーともに処刑されるとき、父のアサド・ハーンは家族とともに処刑のその日まで助命を嘆願していたが、結局処刑は実行された。処刑後、彼は涙を浮かべながら、息子の死をその墓のエピタフにこう綴ったという。
| 「 | アブラハムがイシュマエルを犠牲にした | 」 |